# 질량 분석법

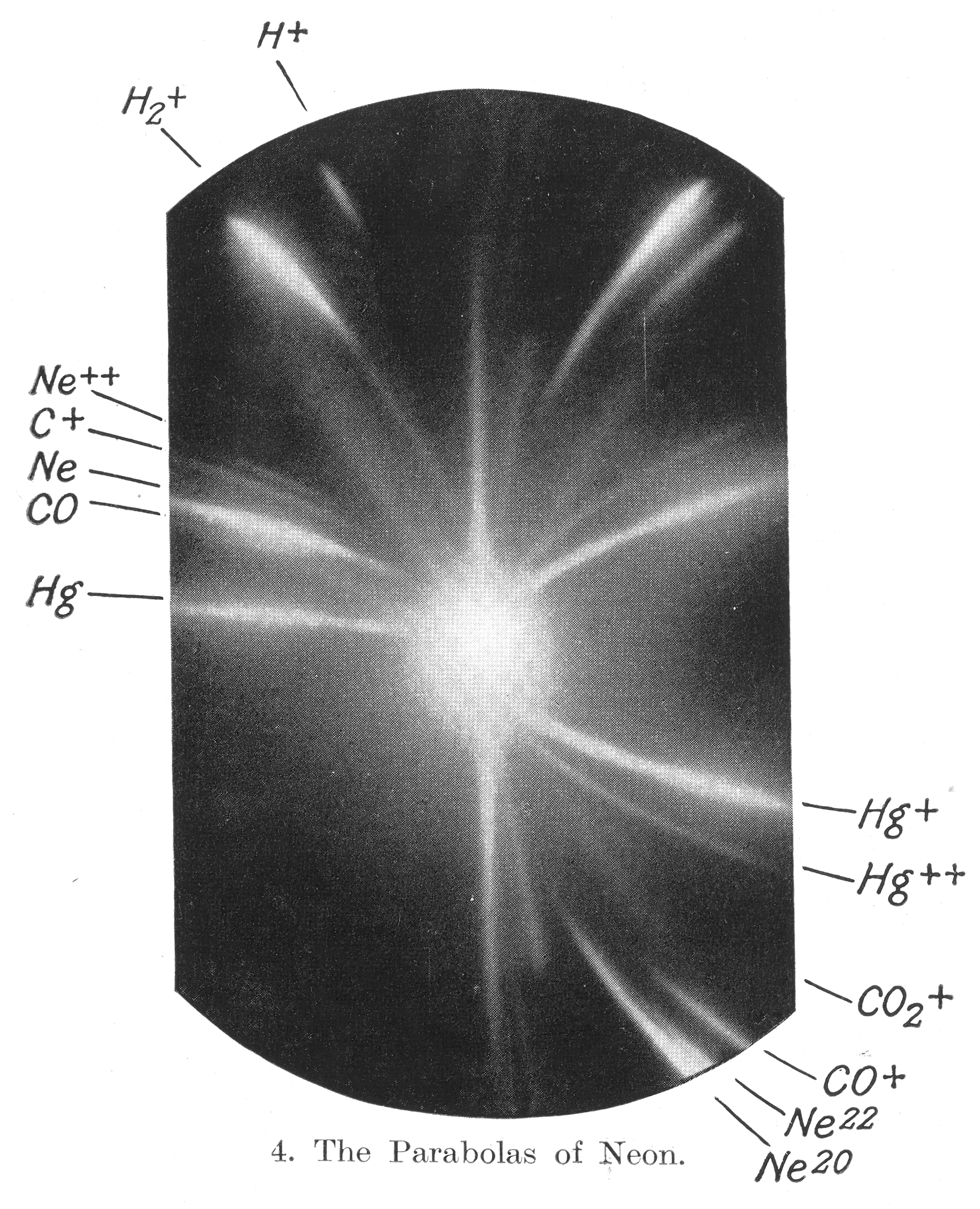
네온 동위원소 발견

질량 분석법(質量分析法, 영어: mass spectrometry) 또는 질량 분석(質量分析, MS)은 이온의 질량 전하비를 측정하는 데 사용되는 분석 기법이다. 결과는 질량 전하비의 함수로 강도를 나타내는 그림인 질량 스펙트럼으로 제공된다. 질량 분석법은 다양한 분야에서 사용되며 순수 시료와 복잡한 혼합물 모두에 적용된다.
질량 스펙트럼은 질량 전하비의 함수로 이온 신호를 나타내는 일종의 그림이다. 이러한 스펙트럼은 시료의 원소 또는 동위원소 기호, 입자 및 분자의 질량, 그리고 분자 및 기타 화합물의 화학적 정체성 또는 구조를 규명하는 데 사용된다.
일반적인 질량 분석 과정에서는 고체, 액체 또는 기체 상태일 수 있는 시료를 이온화, 예를 들어 전자빔으로 충격하여 이온화한다. 이로 인해 시료의 일부 분자가 양전하를 띤 조각으로 부서지거나 단순히 조각화되지 않고 양전하를 띠게 될 수 있다. 그런 다음 이 이온(조각)은 예를 들어 전기장 또는 자기장에 노출시켜 가속시켜 질량 전하비에 따라 분리된다. 질량 전하비가 같은 이온은 동일한 양의 편향을 겪게 된다. 이온은 전자 증배관과 같이 대전된 입자를 감지할 수 있는 메커니즘으로 감지된다. 결과는 질량 전하비의 함수로 감지된 이온의 신호 강도 스펙트럼으로 표시된다. 시료의 원자 또는 분자는 알려진 질량(예: 전체 분자)을 식별된 질량과 연관시키거나 특징적인 조각화 패턴을 통해 식별할 수 있다.
단백체학에서는 단백질 등과 같은 물질을 강한 전자빔 등으로 부수어서, 그 부분 질량을 계산하여 동정을 한다.

## 질량 분석계의 역사
초기 이온의 질량 전하비를 측정한 분광학 장치는 질량 분광기라고 불렸는데, 이는 사진 건판에 질량 값 스펙트럼을 기록하는 기기로 구성되었다. 질량 분광기는 이온 빔이 형광체 스크린으로 향한다는 점을 제외하고는 질량 분광기와 유사하다. 질량 분광기 구성은 조정 효과를 신속하게 관찰하는 것이 바람직한 초기 장비에 사용되었다. 장비가 제대로 조정되면 사진 건판을 삽입하고 노출시켰다. 질량 분광기라는 용어는 형광체 스크린의 직접 조명이 오실로스코프를 사용한 간접 측정으로 대체된 후에도 계속 사용되었다. 현재는 빛 분광학과의 혼동 가능성 때문에 질량 분광학이라는 용어 사용은 권장되지 않는다. 질량 분석법은 종종 질량 분광법 또는 간단히 MS로 약칭된다.
질량 분석법의 현대적 기술은 아서 제프리 뎀스터와 F. W. 애스턴이 각각 1918년과 1919년에 고안했다.
섹터형 질량 분석기는 맨해튼 프로젝트 중에 어니스트 로런스가 개발하고 우라늄 동위원소 분리에 사용된 캘루트론으로 알려져 있다. 캘루트론 질량 분석기는 제2차 세계 대전 중 설립된 오크리지 Y-12 시설에서 우라늄 농축에 사용되었다.
1989년에는 한스 데멜트와 볼프강 파울이 1950년대와 1960년대에 이온 트랩 기술을 개발한 공로로 노벨 물리학상의 절반을 받았다.
2002년에는 존 베넷 펜이 전기분무 이온화(ESI) 개발, 다나카 고이치가 소프트 레이저 탈착(SLD) 개발 및 생체 거대분자, 특히 단백질 이온화에 이 기술을 적용한 공로로 노벨 화학상을 받았다.

## 질량 분석계의 구성 요소

섹터형 질량 분석기를 사용한 간단한 질량 분석계의 구성. 이것은 탄소-13 요소호흡법과 같이 이산화 탄소 동위원소 비율(IRMS) 측정을 위한 것이다.

질량 분석계는 이온 소스, 질량 분석기, 검출기의 세 가지 구성 요소로 이루어져 있다. 이온화 장치는 분석 대상 물질(분석물)의 일부를 이온으로 변환한다. 시료의 상(고체, 액체, 기체) 및 미지의 화학종에 대한 다양한 이온화 메커니즘의 효율에 따라 다양한 이온화 기술이 존재한다. 추출 시스템은 시료에서 이온을 제거하고, 이온은 질량 분석기를 통과하여 검출기로 향하게 된다. 조각들의 질량 차이를 통해 질량 분석기는 이온을 질량 전하비에 따라 분류할 수 있다. 검출기는 지표량의 값을 측정하여 존재하는 각 이온의 존재량을 계산하기 위한 데이터를 제공한다. 일부 검출기는 공간 정보도 제공한다(예: 다중 채널 판).

### 이론적 예시
다음은 섹터형 질량 분석기의 작동을 설명한다. (다른 분석기 유형은 아래에서 다룬다.) 염화나트륨 (식탁용 소금) 시료를 고려하자. 이온 소스에서 시료는 기화(기체로 변환) 및 이온화(전하를 띤 입자로 변환)되어 나트륨 (Na+) 및 염소 (Cl−) 이온이 된다. 나트륨 원자와 이온은 단일 동위원소 원소이며 질량은 약 23 달튼 (기호: Da 또는 이전 기호: u)이다. 염소 원자와 이온은 약 35 u (자연 존재량 약 75%) 및 약 37 u (자연 존재량 약 25%)의 질량을 갖는 두 개의 안정적인 동위원소로 존재한다. 질량 분석기의 분석기 부분에는 이온에 힘을 가하는 전기장과 자기장이 포함되어 있다. 전하를 띤 입자의 속도는 전기장을 통과하면서 증가하거나 감소할 수 있으며, 자기장에 의해 방향이 변경될 수 있다. 움직이는 이온의 궤적 편향 크기는 질량 전하비에 따라 달라진다. 가벼운 이온은 무거운 이온보다 자기력에 의해 더 크게 편향된다(뉴턴 제2법칙, F = ma에 기초함). 자력으로 분류된 이온 흐름은 분석기에서 검출기로 이동하며, 검출기는 각 이온 유형의 상대적 존재량을 기록한다. 이 정보는 원래 시료의 화학 원소 구성(즉, 시료에 나트륨과 염소가 모두 존재함)과 그 성분의 동위원소 구성(35Cl 대 37Cl 비율)을 결정하는 데 사용된다.

## 이온 생성

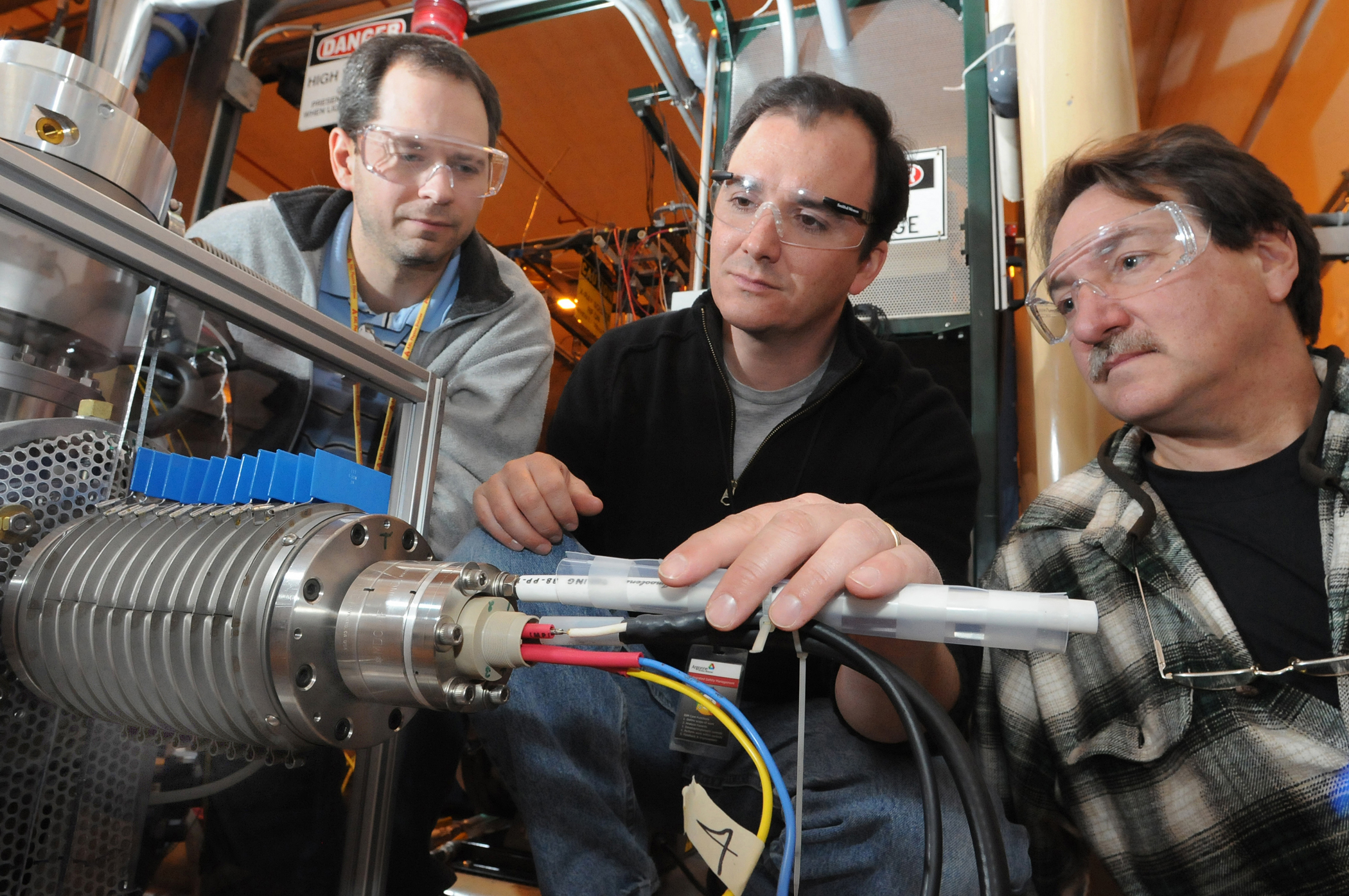
아르곤 국립 연구소 선형 가속기의 표면 이온화 소스

이온 소스는 질량 분석계의 구성 요소로서 분석 대상 물질(분석물)을 이온화한다. 생성된 이온은 자기장 또는 전기장에 의해 질량 분석기로 이동된다.
이온화 기술은 질량 분석법으로 분석할 수 있는 시료 유형을 결정하는 데 핵심적인 역할을 해왔다.
전자 이온화 및 화학 이온화는 기체 및 증기에 사용된다. 화학 이온화 소스에서 분석물은 소스 내부 충돌 과정에서 화학적 이온-분자 반응에 의해 이온화된다. 액체 및 고체 생체 시료에 자주 사용되는 두 가지 기술은 전기분무 이온화 (존 베넷 펜이 발명함) 및 매트릭스 보조 레이저 탈착 이온화 (MALDI, 원래 K. Tanaka가 유사한 기술인 "소프트 레이저 탈착 (SLD)"으로 개발했으며 노벨상을 수상했으며, M. Karas 및 F. Hillenkamp가 MALDI로 개발함)이다.

### 경성 이온화 및 연성 이온화

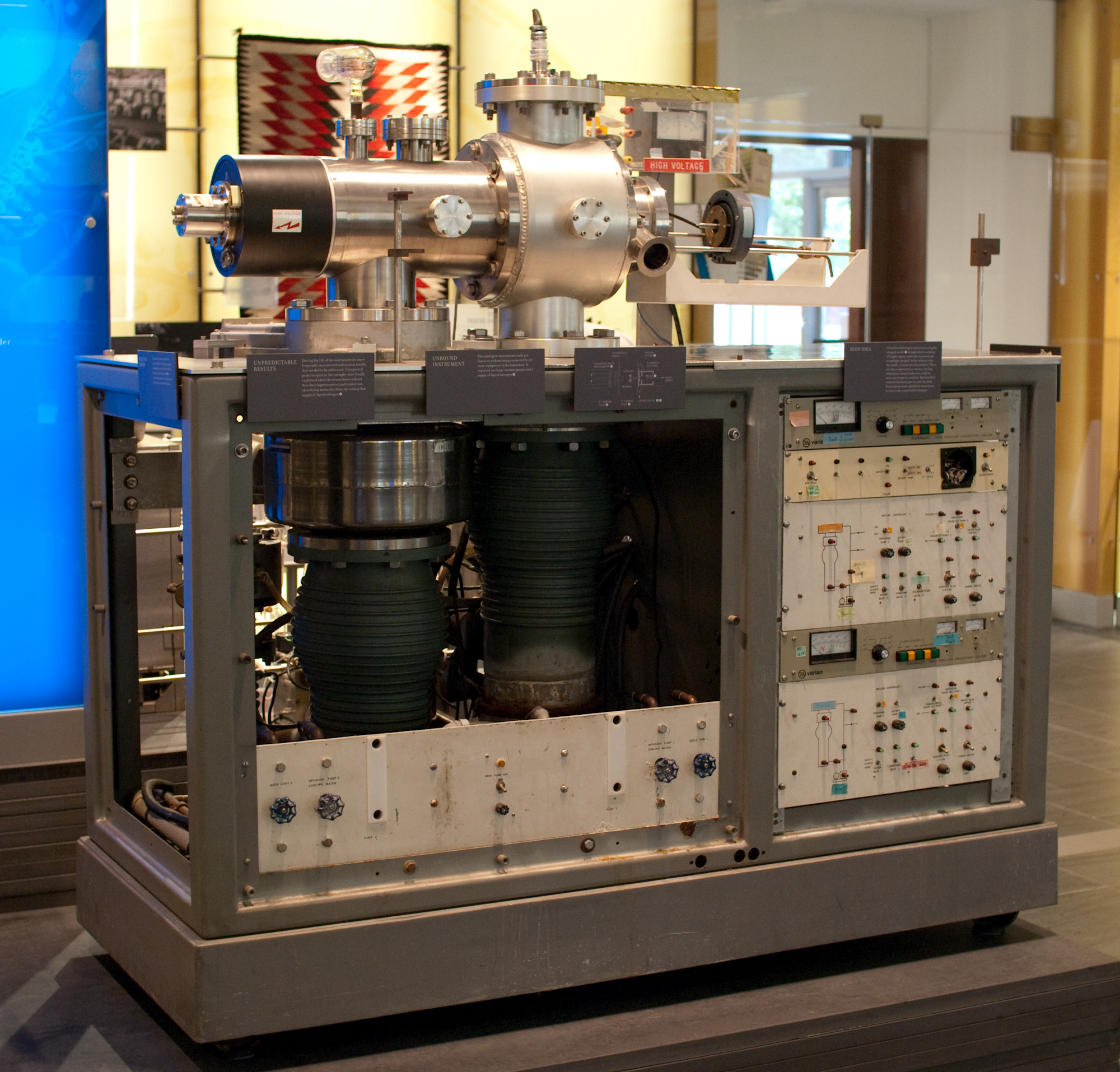
펜의 초기 연구에 사용된 사중극자 질량 분석계 및 전기분무 이온 소스

질량 분석법에서 이온화는 질량 분석기 또는 질량 필터에서 분해에 적합한 기체상 이온을 생성하는 것을 의미한다. 이온화는 이온 소스에서 발생한다. 여러 이온 소스가 있으며, 각각의 특정 응용 분야에 장점과 단점이 있다. 예를 들어, 전자 이온화(EI)는 높은 수준의 조각화를 제공하여 숙련된 분석을 통해 구조 규명/특성화에 중요한 정보를 제공하고 동일한 작동 조건에서 얻은 질량 스펙트럼 라이브러리와 비교하여 알려지지 않은 화합물의 식별을 용이하게 할 수 있는 매우 상세한 질량 스펙트럼을 생성한다. 그러나 EI는 HPLC(즉, LC-MS)와 연결하는 데 적합하지 않다. 이는 대기압에서 전자를 생성하는 데 사용되는 필라멘트가 빠르게 타버리기 때문이다. 따라서 EI는 전체 시스템이 고진공 상태인 기체 크로마토그래피(즉, GC-MS)와 주로 연결된다.
경성 이온화 기술은 대상 분자에 높은 양의 잔류 에너지를 부여하여 큰 정도의 조각화를 유도하는 공정이다(즉, 결합의 체계적인 파괴는 과도한 에너지를 제거하여 결과 이온의 안정성을 회복시키는 역할을 한다). 결과 이온은 분자 이온보다 낮은 m/z를 갖는 경향이 있다(양성자 이동의 경우와 동위원소 피크 제외). 경성 이온화의 가장 일반적인 예는 전자 이온화(EI)이다.
연성 이온화는 대상 분자에 거의 잔류 에너지를 부여하지 않아 거의 조각화를 일으키지 않는 공정을 말한다. 예로는 고속 원자 충격 (FAB), 화학 이온화 (CI), 대기압 화학 이온화 (APCI), 대기압 광이온화 (APPI), 전기분무 이온화 (ESI), 탈착 전기분무 이온화 (DESI), 매트릭스 보조 레이저 탈착 이온화 (MALDI) 등이 있다.

### 유도 결합 플라스마

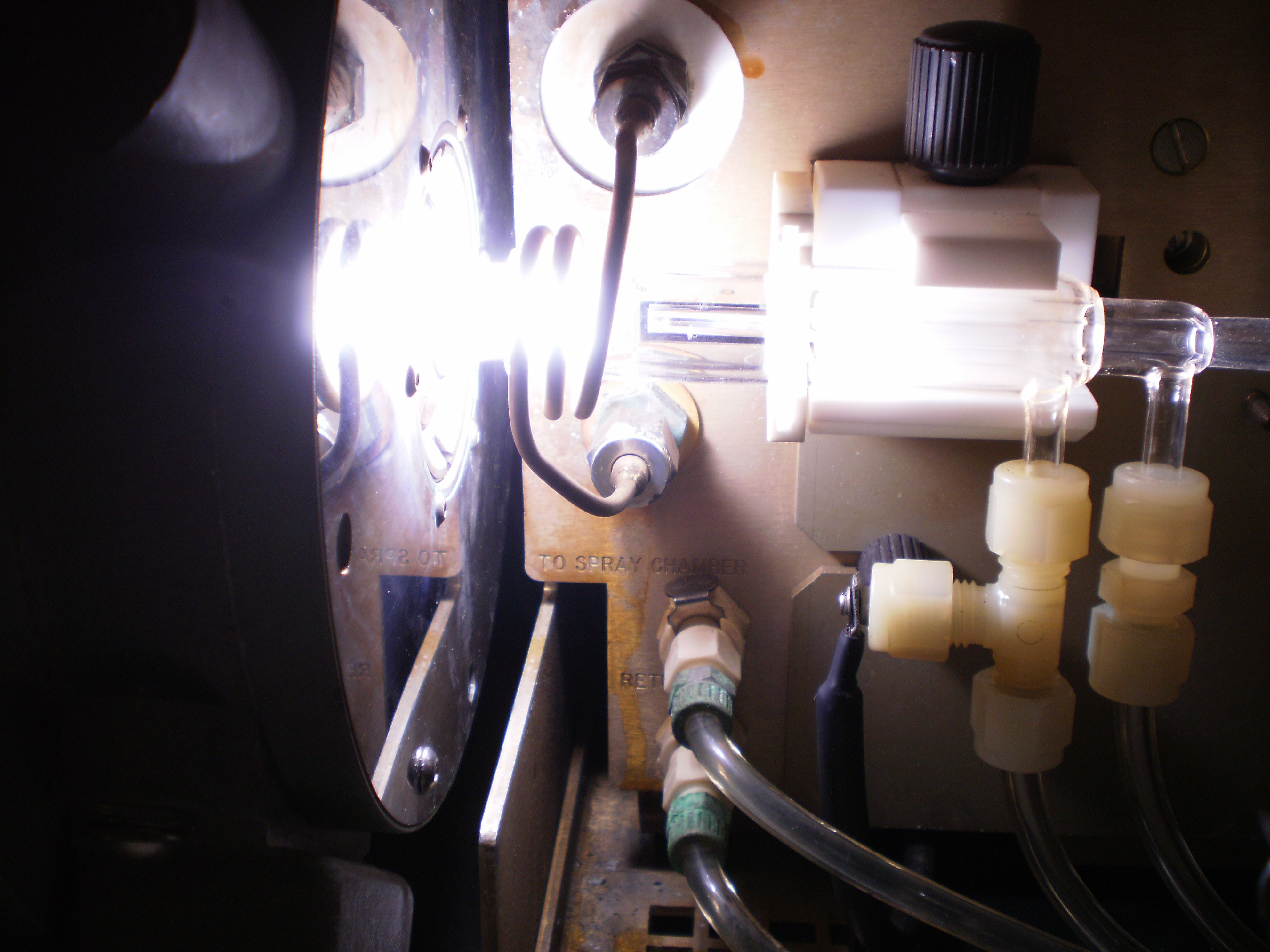
유도 결합 플라스마 이온 소스

유도 결합 플라스마 (ICP) 소스는 주로 다양한 유형의 시료에서 양이온 분석에 사용된다. 이 소스에서는 전체적으로 전기적으로 중성이지만 고온에 의해 상당 부분의 원자가 이온화된 플라스마가 도입된 시료 분자를 원자화하고 이 원자들로부터 외곽 전자를 더욱 떼어내는 데 사용된다. 플라스마는 일반적으로 아르곤 기체로부터 생성된다. 이는 아르곤 원자의 첫 번째 이온화 에너지가 He, F, Ne를 제외한 다른 모든 원소의 첫 번째 이온화 에너지보다 높지만, 가장 전기 양성적인 금속을 제외한 모든 원소의 두 번째 이온화 에너지보다 낮기 때문이다. 가열은 플라스마를 둘러싼 코일을 통해 고주파 전류를 통과시켜 이루어진다.

### 광이온화 질량 분석법
광이온화는 질량 분석법을 화학 반응 속도 메커니즘 및 이성질체 생성물 분지를 해결하는 수단으로 사용하려는 실험에 활용될 수 있다. 이러한 경우 X선 또는 UV와 같은 고에너지 광자가 He 또는 Ar의 운반 기체 내에서 안정한 기체 분자를 해리시키는 데 사용된다. 싱크로트론 광원이 활용되는 경우, 튜닝 가능한 광자 에너지를 사용하여 광이온화 효율 곡선을 얻을 수 있으며, 이는 전하 비율 m/z와 함께 사용하여 분자 및 이온 화학종을 식별하는 데 사용할 수 있다. 최근에는 대기압 광이온화 (APPI)가 개발되어 주로 LC-MS 시스템의 유출물로서 분자를 이온화한다.

### 대기압 이온화
대기압 이온화의 일부 응용 분야에는 환경 응용 분야뿐만 아니라 임상 응용 분야도 포함된다. 이러한 기술에서는 질량 분석계 외부의 이온 소스에서 이온이 형성된다. 시료는 이전 분리 또는 준비가 필요하지 않으므로 샘플링이 용이해진다. 대기압 이온화 기술의 예로는 실시간 직접 분석 (DART), DESI, SESI, LAESI, 탈착 대기압 화학 이온화 (DAPCI), 전달 화학 반응에 의한 연성 이온화 (SICRT) 및 탈착 대기압 광이온화 DAPPI 등이 있다.

### 기타 이온화 기술
그 외에는 글로우 방전, 전계 탈착 (FD), 고속 원자 충격 (FAB), 열분무, 실리콘 기반 탈착/이온화 (DIOS), 대기압 화학 이온화 (APCI), 2차 이온 질량 분석법 (SIMS), 스파크 이온화 및 열 이온화 (TIMS)가 있다.

## 질량 선택
질량 분석기는 질량 전하비에 따라 이온을 분리한다. 다음 두 가지 법칙은 진공에서 전기장과 자기장에서 전하를 띤 입자의 동역학을 지배한다.
{\displaystyle \mathbf {F} =Q(\mathbf {E} +\mathbf {v} \times \mathbf {B} )} (로렌츠 힘 법칙);
{\displaystyle \mathbf {F} =m\mathbf {a} } (비상대론적 경우의 뉴턴 제2법칙, 즉 이온 속도가 빛의 속도보다 훨씬 낮을 때만 유효).
여기서 F는 이온에 가해지는 힘, m은 이온의 질량, a는 가속도, Q는 이온 전하, E는 전기장, v × B는 이온 속도와 자기장의 벡터 외적이다.
이온에 가해지는 힘에 대한 위의 표현을 동일시하면 다음과 같다.
{\displaystyle (m/Q)\mathbf {a} =\mathbf {E} +\mathbf {v} \times \mathbf {B} .}
이 미분 방정식은 전하를 띤 입자의 운동에 대한 고전적인 방정식이다. 입자의 초기 조건과 함께 m/Q 측면에서 입자의 공간 및 시간 운동을 완벽하게 결정한다. 따라서 질량 분석계는 "질량-전하 분석계"로 생각할 수 있다. 데이터를 제시할 때 (공식적으로) 무차원인 m/z를 사용하는 것이 일반적이다. 여기서 z는 이온의 기본 전하 (e) 수(z=Q/e)이다. 이 양은 비공식적으로 질량-전하비라고 불리지만, 더 정확히 말하면 질량수와 전하수 z의 비율을 나타낸다.
정적 또는 동적 장, 자기장 또는 전기장을 사용하는 다양한 유형의 질량 분석기가 있지만, 모두 위의 미분 방정식에 따라 작동한다. 각 분석기 유형은 장점과 단점이 있다. 많은 질량 분석계는 탠덤 질량 분석법(MS/MS)을 위해 두 개 이상의 질량 분석기를 사용한다. 아래에 나열된 더 일반적인 질량 분석기 외에도 특수 상황을 위해 설계된 다른 분석기들도 있다.
몇 가지 중요한 분석기 특성이 있다. 질량 분해능은 약간 다른 m/z의 두 피크를 구별하는 능력을 측정하는 것이다. 질량 정확도는 m/z 측정 오차와 실제 m/z의 비율이다. 질량 정확도는 일반적으로 ppm 또는 밀리 질량 단위로 측정된다. 질량 범위는 주어진 분석기로 분석 가능한 m/z의 범위이다. 선형 동적 범위는 이온 신호가 분석물 농도와 선형 관계를 갖는 범위이다. 속도는 실험 시간 프레임을 나타내며 궁극적으로 단위 시간당 생성될 수 있는 스펙트럼 수를 결정하는 데 사용된다.

### 섹터 기기

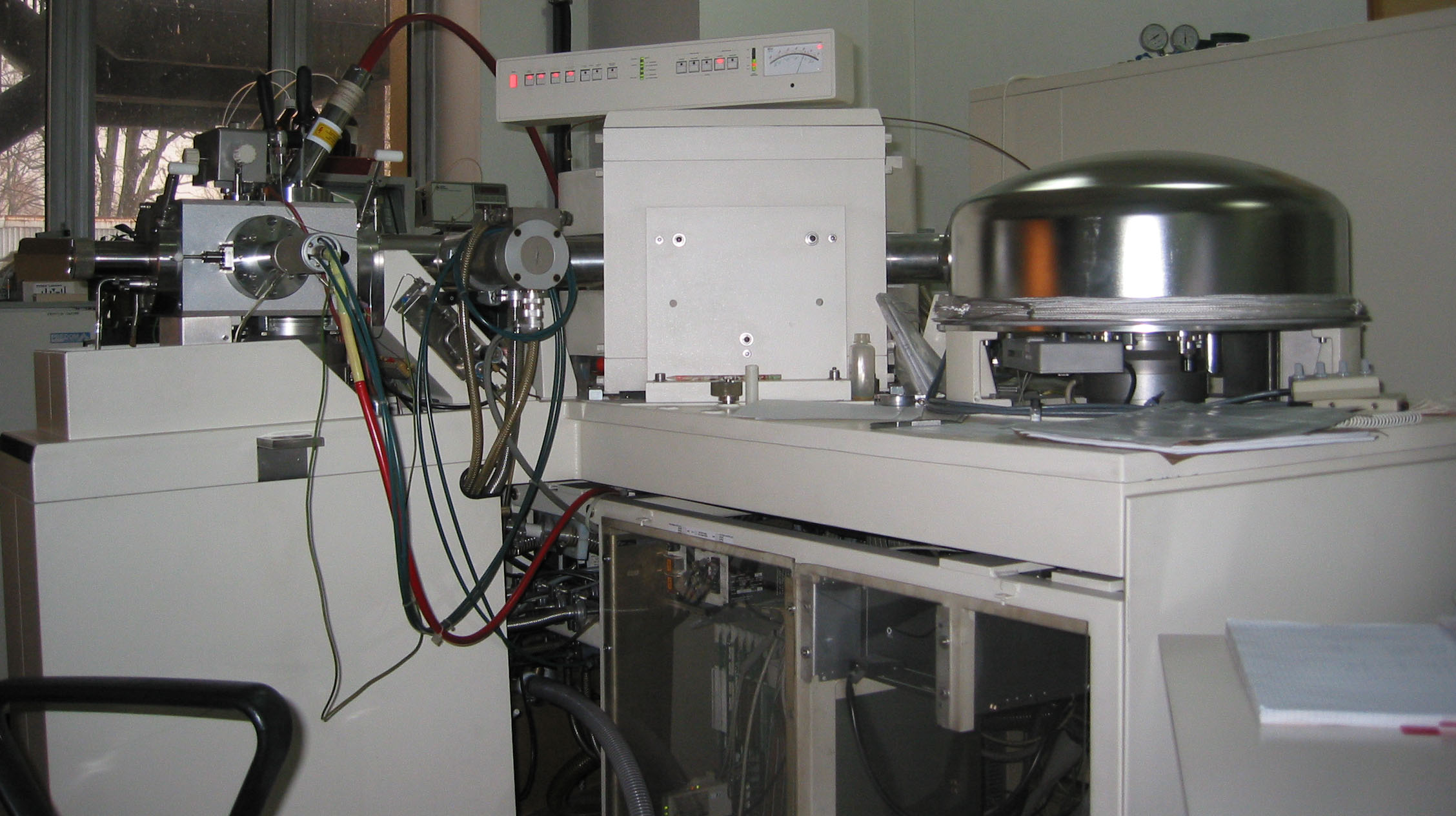
ThermoQuest AvantGarde 섹터 질량 분석기

섹터 필드 질량 분석기는 정적 전기장 및 자기장을 사용하여 전하를 띤 입자가 질량 분석기를 통과할 때 궤적 및 속도에 어떤 식으로든 영향을 미친다.
위에서 보듯이 섹터형 질량 분석기는 질량 분석기를 통과하는 이온의 궤적을 질량 전하비에 따라 구부리며, 더 전하를 띠고 더 빠르게 움직이는 가벼운 이온을 더 많이 편향시킨다. 분석기는 좁은 m/z 범위를 선택하거나 m/z 범위를 스캔하여 존재하는 이온을 목록화하는 데 사용할 수 있다.

### 비행 시간
비행 시간 (TOF) 분석기는 전기장을 사용하여 이온을 동일한 전위를 통해 가속시킨 다음 검출기에 도달하는 데 걸리는 시간을 측정한다. 입자가 모두 동일한 전하를 가진 경우 운동 에너지는 동일하며, 속도는 질량에만 의존한다. 예를 들어, 질량이 낮은 이온은 더 빠르게 이동하여 검출기에 먼저 도달한다. 이온은 전기장에 의해 가속되기 전에 일반적으로 움직이고 있다. 이로 인해 동일한 m/z를 가진 입자가 검출기에 다른 시간에 도착한다. 초기 속도의 이러한 분포는 종종 이온의 질량에 의존하지 않으며, 최종 속도의 차이로 바뀐다. 이러한 속도 분포는 카운트 대 m/z 그림에 표시된 피크를 넓히지만, 이온의 시작 속도는 일반적으로 0을 중심으로 하므로 피크의 중심 위치는 일반적으로 변경되지 않는다. 이 문제를 해결하기 위해 TOF-MS와 시간 지연 초점/지연 추출이 결합되었다.

### 사중극자 질량 필터
사중극자 질량 분석기는 진동하는 전기장을 사용하여 평행한 네 개의 로드 사이에 생성된 라디오 주파수 (RF) 사중극자 장을 통과하는 이온 궤적을 선택적으로 안정화 또는 불안정화한다. 특정 질량/전하 범위의 이온만 언제든지 시스템을 통과하지만, 로드의 전위 변화를 통해 넓은 범위의 m/z 값을 연속적으로 또는 일련의 불연속 점프로 빠르게 스캔할 수 있다. 사중극자 질량 분석기는 질량 선택 필터 역할을 하며 사중극자 이온 트랩, 특히 선형 사중극자 이온 트랩과 밀접하게 관련되어 있다. 단, 트랩된 이온을 수집하는 대신 트랩되지 않은 이온을 통과시키도록 설계되어 있으며, 이 때문에 투과 사중극자라고 불린다.
자력 강화 사중극자 질량 분석기는 축 방향 또는 횡 방향으로 인가되는 자기장을 추가한 것이다. 이 새로운 유형의 장비는 인가되는 자기장의 크기와 방향에 따라 분해능 및 감도 측면에서 추가적인 성능 향상을 가져온다.
투과 사중극자의 일반적인 변형은 삼중 사중극자 질량 분석계이다. "삼중 사중극자"는 세 개의 연속적인 사중극자 단계를 가지며, 첫 번째 사중극자는 특정 이온을 두 번째 사중극자인 충돌실로 전달하는 질량 필터 역할을 하며, 거기서 이온은 충돌 유도 해리에 의해 조각으로 분해될 수 있다. 세 번째 사중극자는 특정 조각 이온을 검출기로 전달하는 질량 필터 역할도 한다. 사중극자가 질량 필터 설정 범위를 빠르게 반복적으로 순환하도록 하면 전체 스펙트럼을 보고할 수 있다. 마찬가지로, 삼중 사중극자는 탠덤 질량 분석법의 특징적인 다양한 스캔 유형을 수행하도록 할 수 있다.

### 이온 트랩

#### 3차원 사중극자 이온 트랩
사중극자 이온 트랩은 사중극자 질량 분석기와 동일한 물리적 원리로 작동하지만, 이온은 트랩되고 순차적으로 방출된다. 이온은 주로 사중극자 RF 필드에 트랩되며, 두 개의 엔드캡 전극(일반적으로 DC 또는 보조 AC 전압에 연결됨) 사이의 링 전극(일반적으로 주 RF 전압에 연결됨)으로 정의된 공간에 있다. 시료는 내부적으로 이온화되거나(예: 전자 또는 레이저 빔 사용) 외부적으로 이온화되며, 이 경우 이온은 종종 엔드캡 전극의 개구부를 통해 도입된다.
질량/전하 분리 및 격리 방법은 많지만 가장 일반적으로 사용되는 방법은 질량 불안정성 모드이며, 이 모드에서는 RF 전위가 증가되어 질량 a > b를 갖는 이온의 궤도가 안정적이며 질량 b를 갖는 이온은 불안정해져 z축을 따라 검출기로 방출된다. 비파괴 분석 방법도 있다.
이온은 공명 여기 방법을 통해 방출될 수도 있다. 이 방법에서는 보조 진동 여기 전압이 엔드캡 전극에 인가되고, 트랩 전압 진폭 및 여기 전압 주파수가 변경되어 질량/전하 비율 순서대로 이온을 공명 상태로 만든다.

#### 원통형 이온 트랩
원통형 이온 트랩 질량 분석계 (CIT)는 사중극자 이온 트랩의 파생형으로, 전극이 쌍곡선 모양의 전극이 아닌 평면 링으로 형성된다. 이 아키텍처는 트랩 크기가 작아짐에 따라 이온이 트랩되는 영역인 트랩 중앙 근처의 전기장 모양이 쌍곡선 트랩과 유사한 모양을 형성하기 때문에 소형화에 적합하다.

#### 선형 사중극자 이온 트랩
선형 사중극자 이온 트랩은 사중극자 이온 트랩과 유사하지만, 3차원 사중극자 이온 트랩과 달리 3차원 사중극자장이 아닌 2차원 사중극자장에 이온을 트랩한다. Thermo Fisher의 LTQ ("선형 트랩 사중극자")는 선형 이온 트랩의 예이다.
원환형 이온 트랩은 선형 사중극자를 구부려 양 끝을 연결하거나 3D 이온 트랩의 단면을 회전시켜 원환체, 즉 도넛 모양의 트랩을 형성하는 것으로 시각화할 수 있다. 이 트랩은 링 모양의 트랩 구조 전체에 이온을 분산시켜 대량의 이온을 저장할 수 있다. 이 원환체 모양의 트랩은 이온 트랩 질량 분석기를 더욱 소형화할 수 있는 구성이다. 또한 모든 이온은 동일한 트래핑 필드에 저장되고 함께 방출되므로 검출기 정렬 및 어레이 가공의 변화로 인해 어레이 구성이 복잡해질 수 있는 검출이 단순화된다.
원환형 트랩과 마찬가지로 선형 트랩과 3D 사중극자 이온 트랩은 높은 감도, mTorr 압력 허용 오차 및 단일 분석기 탠덤 질량 분석 기능(예: 생성물 이온 스캔)으로 인해 가장 일반적으로 소형화되는 질량 분석기이다.

#### 오비트랩

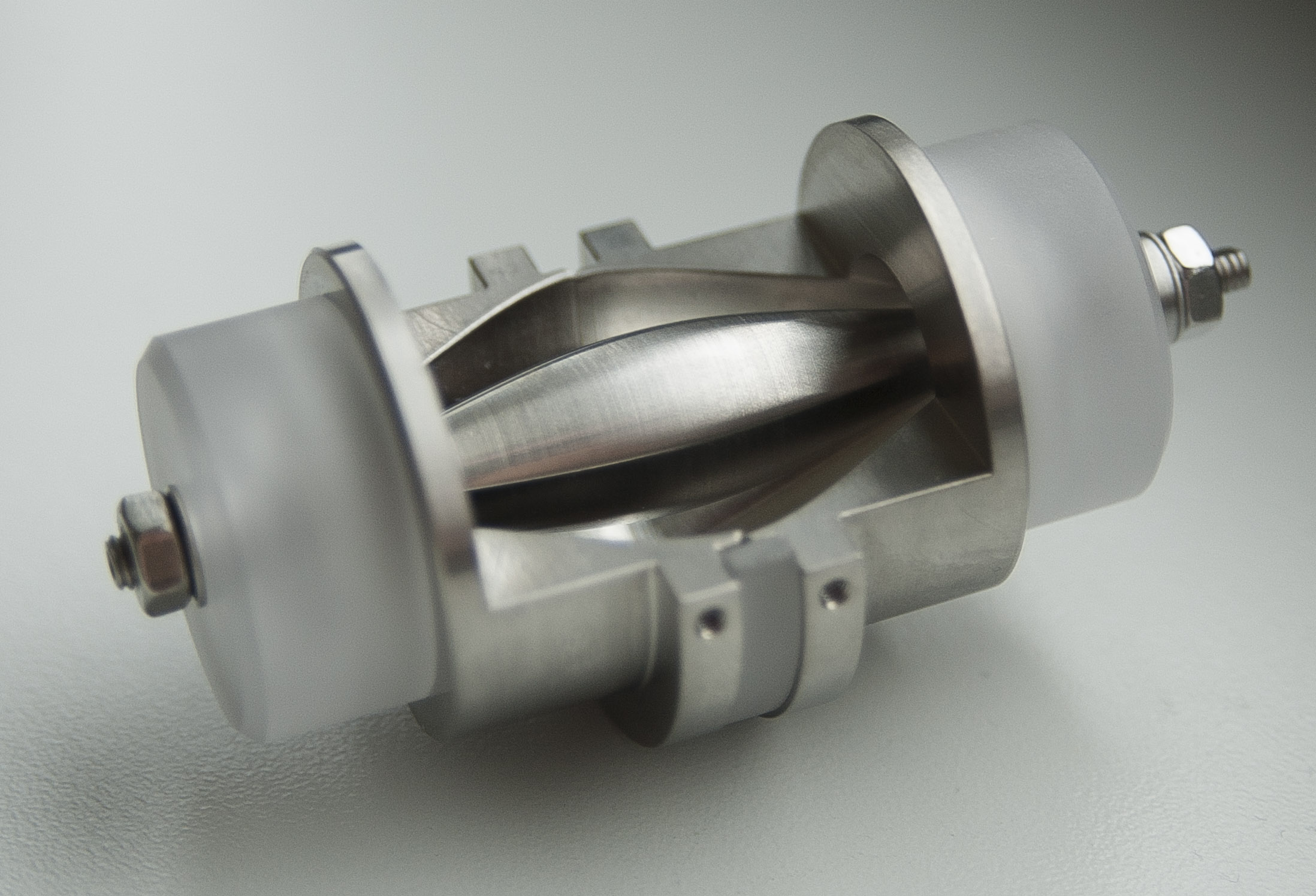
오비트랩 질량 분석기

오비트랩 기기는 푸리에 변환 이온 사이클로트론 공명 질량 분석기와 유사하다(아래 텍스트 참조). 이온은 중심에 있는 스핀들 모양의 전극 주위를 궤도로 정전기적으로 트랩된다. 이 전극은 이온을 트랩하여 중심 전극 주위를 궤도를 돌고 중심 전극의 긴 축을 따라 앞뒤로 진동하게 한다. 이 진동은 검출기 판에 영상 전류를 생성하며, 이는 기기에 기록된다. 이러한 영상 전류의 주파수는 이온의 질량 전하비에 따라 달라진다. 질량 스펙트럼은 기록된 영상 전류의 푸리에 변환을 통해 얻는다.
오비트랩은 높은 질량 정확도, 높은 감도 및 우수한 동적 범위를 갖는다.

### 푸리에 변환 이온 사이클로트론 공명

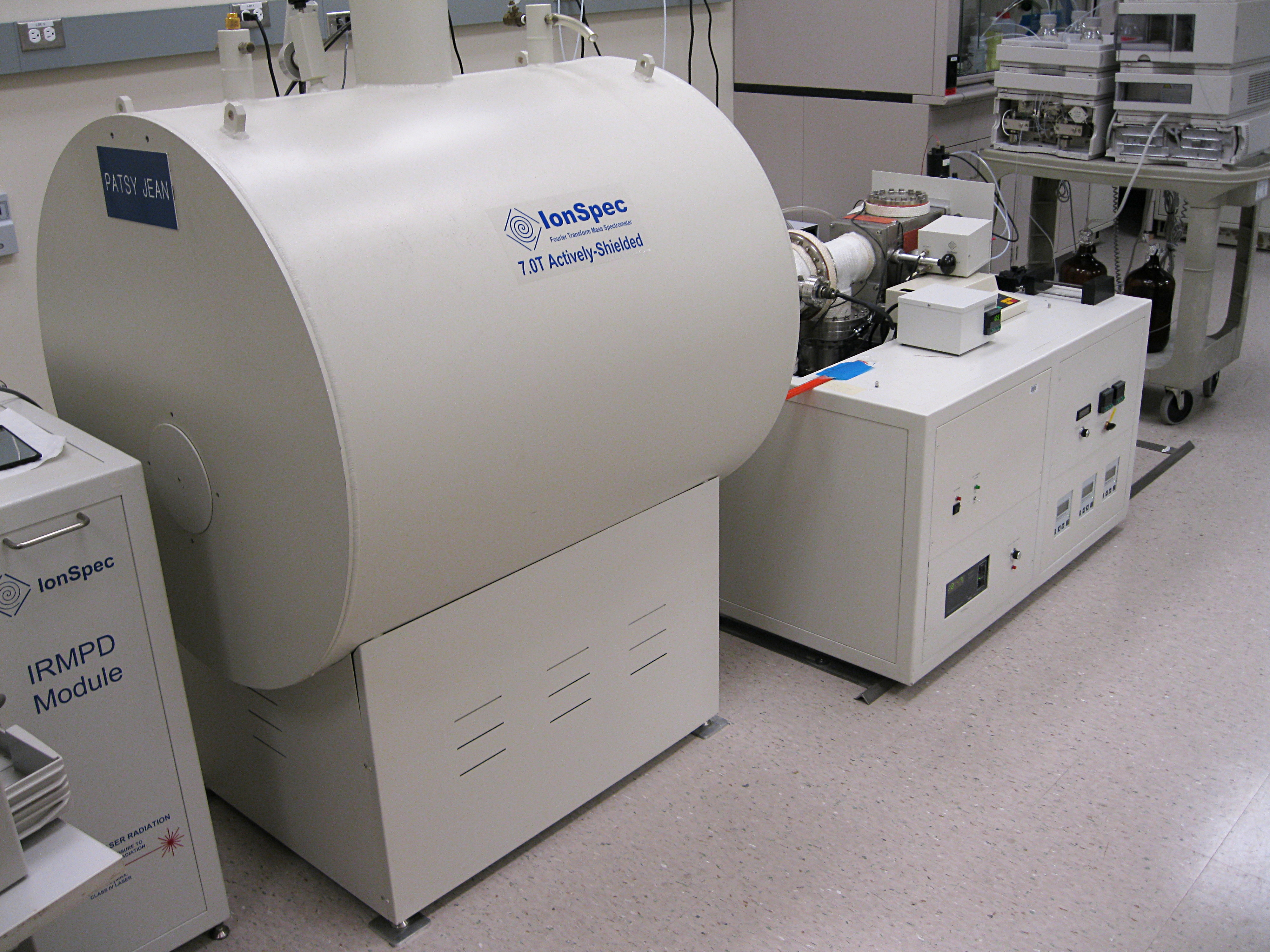
푸리에 변환 이온 사이클로트론 공명 질량 분석계

푸리에 변환 질량 분석법 (FTMS), 또는 더 정확하게는 푸리에 변환 이온 사이클로트론 공명 MS는 자기장이 존재하는 상태에서 이온이 사이클로트론으로 인해 발생하는 영상 전류를 감지하여 질량을 측정한다. 전자 증배관과 같은 검출기로 이온의 편향을 측정하는 대신, 이온은 페닝 트랩 (정적 전기/자기 이온 트랩)으로 주입되어 효과적으로 회로의 일부를 형성한다. 공간의 고정된 위치에 있는 검출기는 시간이 지남에 따라 이온이 근처를 통과할 때 발생하는 전기 신호를 측정하여 주기적인 신호를 생성한다. 이온의 순환 주파수는 질량-전하비에 의해 결정되므로, 신호에 역회선을 수행하여 이를 푸리에 변환할 수 있다. FTMS는 높은 감도 (각 이온이 한 번 이상 "계산"되므로)와 훨씬 더 높은 분해능, 따라서 정밀도를 제공한다는 장점이 있다.
이온 사이클로트론 공명 (ICR)은 FTMS와 유사하지만 이온이 전통적인 검출기로 감지된다는 점이 다른 오래된 질량 분석 기술이다. 페닝 트랩에 트랩된 이온은 RF 전기장에 의해 여기되어 트랩 벽에 충돌할 때까지 여기되며, 검출기가 그 위치에 있다. 질량이 다른 이온은 충돌 시간에 따라 분해된다.

## 검출기

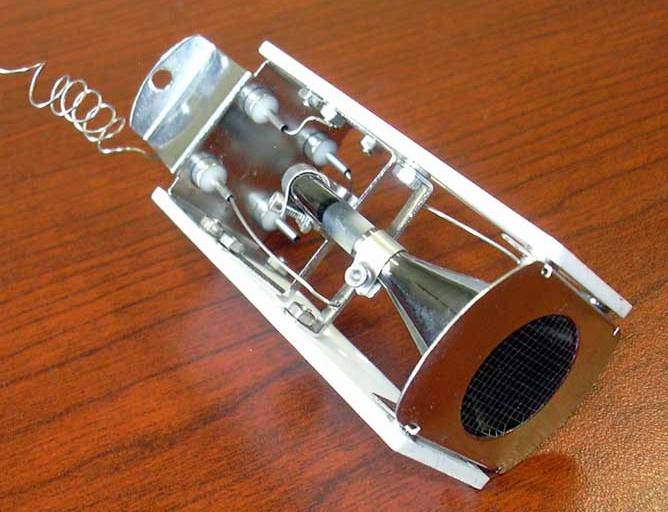
연속 dynode 입자 증배 검출기

질량 분석기의 최종 요소는 검출기이다. 검출기는 이온이 통과하거나 표면에 충돌할 때 유도된 전하 또는 생성된 전류를 기록한다. 스캔 장비에서 스캔 과정 중 검출기에서 생성된 신호와 장비가 스캔하는 위치 (m/Q의 어느 위치)에 따라 질량 스펙트럼, 즉 m/Q의 함수로 이온을 기록한 결과가 생성된다.
일반적으로 전자 증배관의 일종이 사용되지만, 패러데이 컵 및 이온-광자 검출기를 포함한 다른 검출기도 사용된다. 특정 순간에 질량 분석기에서 나가는 이온의 수가 일반적으로 매우 작기 때문에 신호를 얻으려면 상당한 증폭이 필요한 경우가 많다. 마이크로채널 판 검출기는 현대 상업용 장비에 일반적으로 사용된다. FTMS 및 Orbitrap에서 검출기는 이온이 진동할 때만 근처를 통과하는 질량 분석기/이온 트랩 영역 내의 한 쌍의 금속 표면으로 구성된다. 직접 전류는 생성되지 않으며, 전극 사이의 회로에서 약한 AC 영상 전류만 생성된다. 다른 유도 검출기도 사용되었다.

## 탠덤 질량 분석법

ESI 또는 MALDI를 사용한 생체 분자의 탠덤 질량 분석법

탠덤 질량 분석계는 일반적으로 분자 조각화의 어떤 형태에 의해 분리된 여러 라운드의 질량 분석을 수행할 수 있는 장비이다. 예를 들어, 하나의 질량 분석기는 질량 분석기에 들어오는 여러 펩타이드 중에서 하나의 펩타이드를 분리할 수 있다. 그런 다음 충돌 셀은 펩타이드 이온이 가스와 충돌하는 동안 안정화하여 충돌 유도 해리 (CID)에 의해 조각화되도록 한다. 그런 다음 다른 질량 분석기는 펩타이드에서 생성된 조각을 정렬한다. 탠덤 MS는 사중극자 이온 트랩과 같이 시간 경과에 따라 단일 질량 분석기에서도 수행할 수 있다. 충돌 유도 해리 (CID), 전자 포획 해리 (ECD), 전자 전달 해리 (ETD), 적외선 다광자 해리 (IRMPD), 흑체 적외선 복사 해리 (BIRD), 전자 제거 해리 (EDD) 및 표면 유도 해리 (SID)를 포함하여 탠덤 MS를 위한 분자 조각화 방법은 다양하다. 탠덤 질량 분석법을 사용하는 중요한 응용 분야는 단백질 식별이다.
탠덤 질량 분석법은 다양한 실험 시퀀스를 가능하게 한다. 많은 상업용 질량 분석기는 선택된 반응 모니터링 (SRM), 전구 이온 스캐닝, 생성물 이온 스캐닝 및 중성 손실 스캐닝과 같은 일상적인 시퀀스의 실행을 가속화하도록 설계되었다.
- SRM에서는 첫 번째 분석기는 단일 질량만 통과시키고 두 번째 분석기는 전체 스캔에서 달성할 수 있는 것보다 더 긴 지연 시간 동안 여러 사용자 정의 조각 이온을 모니터링한다. 이는 감도를 높인다.
- 생성물 이온 스캔에서는 첫 번째 질량 분석기는 특정 전구 이온("모이온")을 선택하도록 고정되고, 두 번째 분석기는 충돌 셀에서 조각화될 수 있는 모든 조각("생성물" 또는 "딸 이온")을 찾기 위해 스캔된다.
- 전구 이온 스캔에서는 두 번째 질량 분석기는 특정 조각 이온("딸 이온")을 선택하도록 고정되고, 첫 번째 분석기는 이 조각을 발생시킬 수 있는 모든 가능한 전구 이온을 찾기 위해 스캔된다.
- 중성 손실 스캔에서는 두 질량 분석기가 병렬로 스캔되지만 분석가가 관심 있는 분자 단위 질량으로 분리된다. 이온은 조각화 중에 해당 고정 질량을 잃으면 감지된다. 이는 특정 중성기를 잃을 수 있는 화학 물질, 예를 들어 설탕 잔기를 찾는 데 사용할 수 있다. 중성 손실 및 전구 이온 스캔은 특정 모티프를 가진 화학 물질을 찾는 데 함께 사용할 수 있다.

방사성 탄소 연대 측정에 사용되는 또 다른 유형의 탠덤 질량 분석법은 가속기 질량 분석법 (AMS)이며, 이는 음이온을 일종의 탠덤 질량 분석기에 가속시키기 위해 메가볼트 범위의 매우 높은 전압을 사용한다.
'METLIN 대사체 및 화학 물질 데이터베이스'는 표준에서 얻은 실험 탠덤 질량 분석법 데이터의 가장 큰 저장소이다. 93만 개 이상의 분자 표준(2024년 1월 기준)에 대한 탠덤 질량 분석 데이터는 탠덤 질량 분석 실험에서 화학 물질 식별을 용이하게 하기 위해 제공된다. 알려진 분자 식별 외에도 유사성 검색/분석을 통해 알려지지 않은 분자 식별에도 유용하다. 모든 탠덤 질량 분석 데이터는 여러 충돌 에너지 및 양성 및 음성 이온화 모드에서 표준에 대한 실험 분석에서 얻은 것이다.

## 일반적인 질량 분석기 구성 및 기술
특정 소스, 분석기 및 검출기의 조합이 실제 사용에서 일반화되면, 이를 간결하게 나타내는 복합 약어가 생길 수 있다. 한 예는 매트릭스 보조 레이저 탈착 이온화 소스와 비행 시간 질량 분석기의 조합을 나타내는 MALDI-TOF이다. 다른 예로는 유도 결합 플라스마 질량 분석법 (ICP-MS), 가속기 질량 분석법 (AMS), 열 이온화 (TIMS) 및 스파크 이온화 (SSMS)가 있다.
특정 질량 분석법 응용 분야는 엄밀히 말하면 광범위한 응용 분야를 의미하는 것처럼 보일 수 있지만, 실제로는 특정 또는 제한된 수의 기기 구성을 의미하게 되는 명칭이 생겼다. 이러한 예로는 동위원소 비율 질량 분석법 (IRMS)이 있는데, 이는 실제로는 제한된 수의 섹터 기반 질량 분석기 사용을 의미한다. 이 이름은 응용 분야와 응용 분야에 사용되는 기기 모두를 나타내는 데 사용된다.

## 질량 분석법과 결합된 분리 기술
질량 분석법의 질량 분해 및 질량 결정 능력을 향상시키는 중요한 요소는 크로마토그래피 및 기타 분리 기술과 함께 사용하는 것이다.

### 기체 크로마토그래피

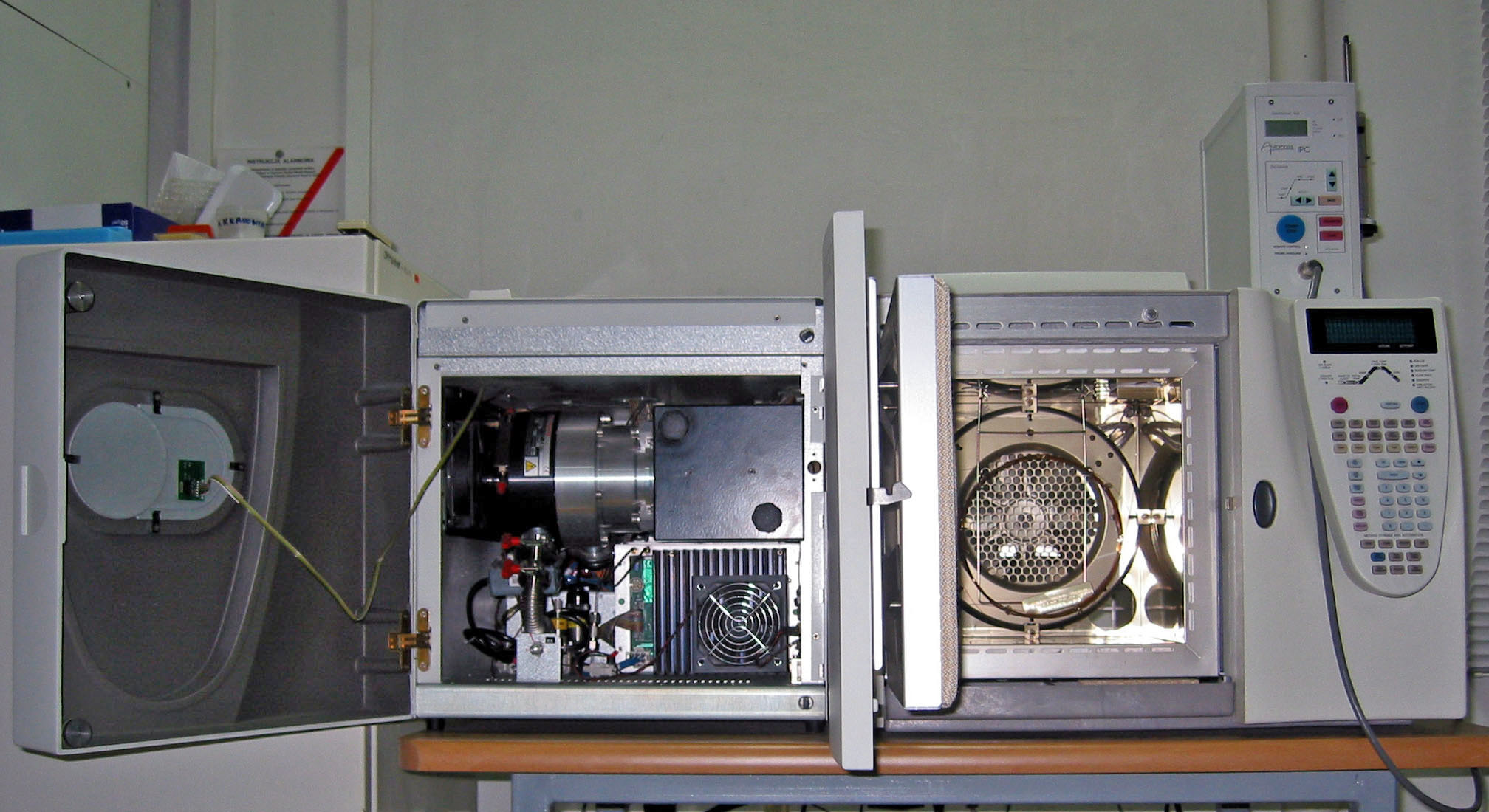
기체 크로마토그래피 (오른쪽)가 질량 분석계 (왼쪽)에 직접 연결된 모습

일반적인 조합은 기체 크로마토그래피-질량 분석법 (GC/MS 또는 GC-MS)이다. 이 기술에서는 기체 크로마토그래피를 사용하여 서로 다른 화합물을 분리한다. 분리된 화합물의 흐름은 온라인으로 이온 소스, 즉 전압이 인가된 금속 전기 필라멘트로 공급된다. 이 필라멘트는 전자를 방출하여 화합물을 이온화한다. 이온은 더 조각화되어 예측 가능한 패턴을 생성할 수 있다. 손상되지 않은 이온과 조각은 질량 분석기의 분석기를 통과하여 결국 검출된다. 그러나 GC-MS 주입 포트 (및 오븐)에서 사용되는 높은 온도 (300 °C)는 주입된 분자의 열 분해를 초래하여 실제 관심 분자 대신 분해 산물을 측정하게 될 수 있다.

### 액체 크로마토그래피

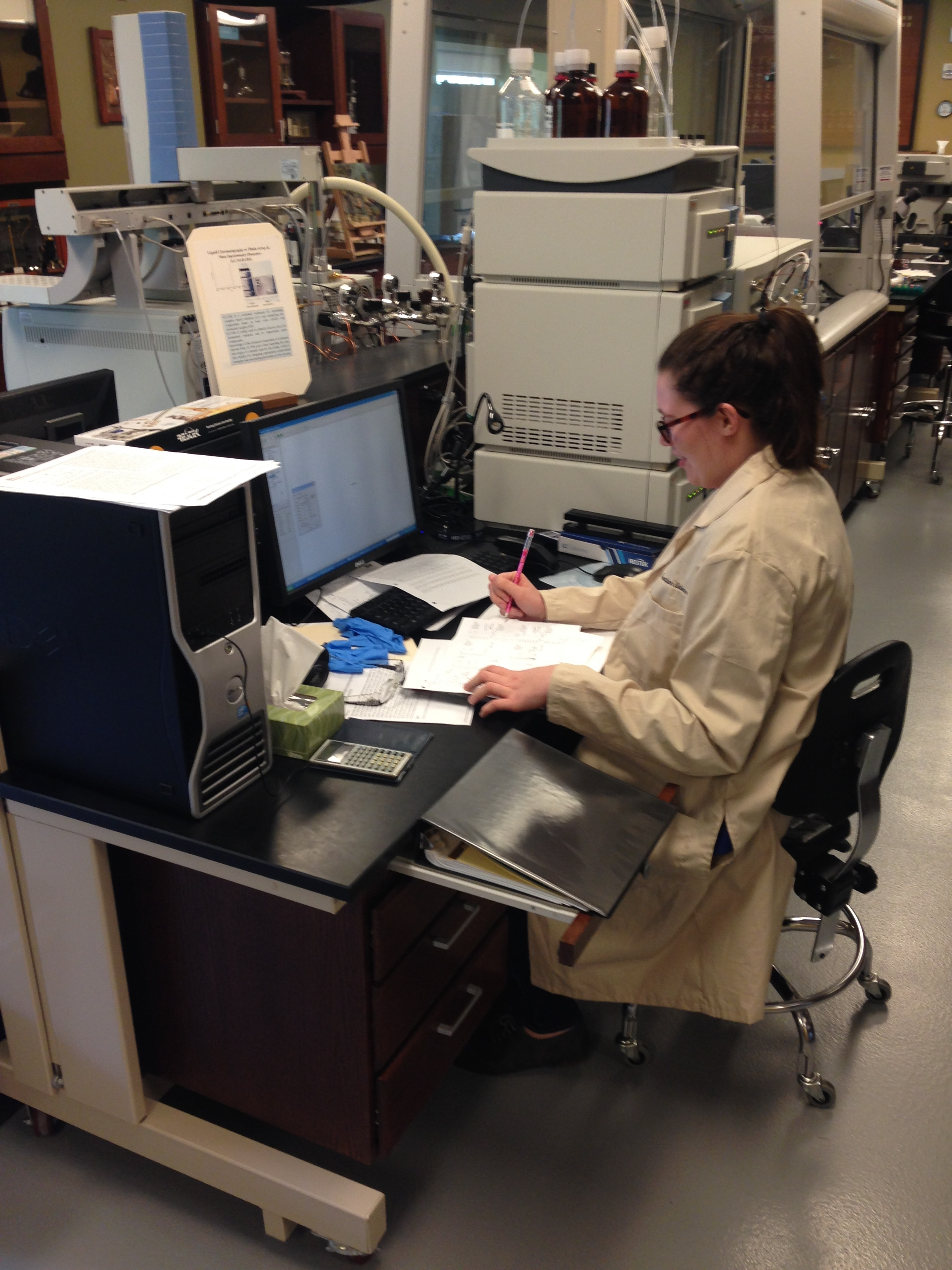
인디애나폴리스 미술관 보존 과학자가 액체 크로마토그래피-질량 분석법을 수행하는 모습

기체 크로마토그래피 질량 분석법 (GC-MS)과 유사하게, 액체 크로마토그래피-질량 분석법 (LC/MS 또는 LC-MS)은 화합물을 이온 소스 및 질량 분석기에 도입하기 전에 크로마토그래피로 분리한다. GC-MS와는 이동상이 기체 대신 액체, 보통 물과 유기 용매의 혼합물이라는 점에서 다르다. 대부분의 경우 LC-MS에서는 전기분무 이온화 소스가 사용된다. 기타 인기 있고 상업적으로 이용 가능한 LC-MS 이온 소스는 대기압 화학 이온화 및 대기압 광이온화이다. 레이저 분무와 같은 새로 개발된 이온화 기술도 있다.

### 모세관 전기영동-질량 분석법
모세관 전기영동-질량 분석법(CE-MS)은 모세관 전기영동의 액체 분리 과정과 질량 분석법을 결합한 기술이다. CE-MS는 일반적으로 전기분무 이온화와 결합된다.

### 이온 이동성
이온 이동성 분광법-질량 분석법(IMS/MS 또는 IMMS)은 이온이 질량 분석기에 도입되기 전에 특정 중성 기체 속에서 인가된 전기 전위 기울기 하에서 드리프트 시간을 통해 먼저 분리되는 기술이다. 드리프트 시간은 이온 전하에 대한 충돌 단면적을 측정한 것이다. IMS의 듀티 사이클 (실험이 진행되는 시간)은 대부분의 질량 분석 기술보다 길어서 질량 분석기는 IMS 분리 과정 전체를 샘플링할 수 있다. 이것은 LC-MS와 유사한 방식으로 이온의 질량-전하 비율뿐만 아니라 IMS 분리에 대한 데이터도 생성한다.
IMS의 듀티 사이클은 액체 크로마토그래피 또는 기체 크로마토그래피 분리에 비해 짧으므로 LC/IMS/MS와 같은 삼중 모달리티와 결합될 수 있다.

## 데이터 및 분석

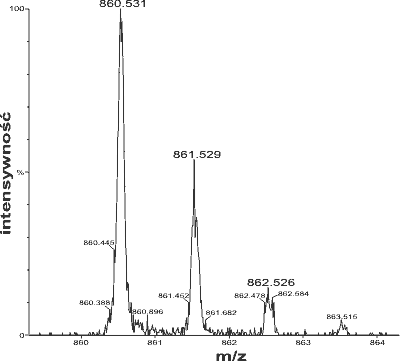
동위원소 분포를 나타내는 펩타이드의 질량 스펙트럼

### 데이터 표현
질량 분석법은 다양한 유형의 데이터를 생성한다. 가장 일반적인 데이터 표현은 질량 스펙트럼이다.
특정 유형의 질량 분석 데이터는 질량 크로마토그램으로 가장 잘 표현된다. 크로마토그램 유형에는 선택 이온 모니터링 (SIM), 총 이온 전류 (TIC), 선택 반응 모니터링 (SRM) 등이 있다.
다른 유형의 질량 분석 데이터는 3차원 등고선 지도로 잘 표현된다. 이 형태에서 질량-전하, m/z는 x축에, 강도는 y축에, 시간과 같은 추가 실험 매개변수는 z축에 기록된다.

### 데이터 분석
질량 분석 데이터 분석은 데이터를 생성하는 실험 유형에 따라 다르다. 데이터의 일반적인 하위 구분은 모든 데이터를 이해하는 데 근본적이다.
많은 질량 분석기는 음이온 모드 또는 양이온 모드 중 하나로 작동한다. 관찰된 이온이 음전하를 띠는지 양전하를 띠는지 아는 것은 매우 중요하다. 이는 중성 질량을 결정하는 데 종종 중요하지만, 분자의 특성에 대해서도 무언가를 나타낸다.
이온 소스 유형에 따라 원래 분자에서 생성되는 조각의 배열이 달라진다. 전자 이온화 소스는 많은 조각과 대부분 단일 전하를 띤 (1-) 라디칼(홀수 전자를 가짐)을 생성하는 반면, 전기분무 소스는 일반적으로 자주 다중 전하를 띤 비라디칼 유사분자 이온을 생성한다. 탠덤 질량 분석법은 의도적으로 소스 후 조각 이온을 생성하며, 실험을 통해 얻는 데이터 유형을 크게 변경할 수 있다.
시료 출처에 대한 지식은 시료 구성 분자 및 그 조각화에 대한 통찰력을 제공할 수 있다. 합성/제조 공정에서 얻은 시료는 아마도 대상 구성 요소와 화학적으로 관련된 불순물을 포함할 것이다. 대충 준비된 생물학적 시료는 아마도 특정 분석에서 분석물 분자와 부가체를 형성할 수 있는 일정량의 염분을 포함할 것이다.
결과는 또한 시료 준비 및 실행/도입 방식에 크게 좌우될 수 있다. 중요한 예로는 MALDI 스팟팅에 사용되는 매트릭스 문제가 있다. 이는 탈착/이온화 이벤트 에너지의 대부분이 레이저 출력보다는 매트릭스에 의해 제어되기 때문이다. 때때로 시료는 나트륨 또는 다른 이온 운반 종으로 스파이킹되어 양성자화된 종 대신 부가체를 생성한다.
질량 분석법은 몰 질량, 분자 구조, 시료 순도를 측정할 수 있다. 이러한 질문은 각각 다른 실험 절차를 요구하므로, 적절한 실험 목표 정의는 적절한 데이터를 수집하고 성공적으로 해석하기 위한 전제 조건이다.

#### 질량 스펙트럼 해석
분자의 정확한 화학 구조 또는 펩타이드 서열은 일련의 조각 질량을 통해 해독되기 때문에, 질량 스펙트럼의 해석은 다양한 기술의 결합된 사용을 요구한다. 일반적으로 알려지지 않은 화합물을 식별하기 위한 첫 번째 전략은 실험 질량 스펙트럼을 질량 스펙트럼 라이브러리와 비교하는 것이다. 검색 결과 일치하는 것이 없으면 수동 해석 또는 소프트웨어 지원 질량 스펙트럼 해석을 수행해야 한다. 질량 분석기에서 발생하는 이온화 및 조각화 과정을 컴퓨터 시뮬레이션하는 것은 분자에 구조 또는 펩타이드 서열을 할당하는 주요 도구이다. 선험적 구조 정보는 컴퓨터 시뮬레이션으로 조각화되고 결과 패턴은 관찰된 스펙트럼과 비교된다. 이러한 시뮬레이션은 종종 알려진 분해 반응의 공개된 패턴을 포함하는 조각화 라이브러리의 지원을 받는다. 이 아이디어를 활용한 소프트웨어는 작은 분자와 단백질 모두에 대해 개발되었다.
질량 스펙트럼 분석은 정확한 질량을 가진 스펙트럼도 가능하다. 정수 정밀도만 있는 질량-전하비 값(m/z)은 이론적으로 가능한 엄청난 수의 이온 구조를 나타낼 수 있지만, 더 정확한 질량 수치는 후보 분자식의 수를 크게 줄인다. 공식 생성기라는 컴퓨터 알고리즘은 지정된 허용 오차 내에서 주어진 질량에 이론적으로 맞는 모든 분자식을 계산한다.
질량 분석법에서 구조 규명을 위한 최근 기술인 전구 이온 지문법은 구조적으로 특성화된 전구 이온의 생성물 이온 스펙트럼 라이브러리에 대한 연구 대상 분자의 탠덤 스펙트럼 검색을 수행하여 개별 구조 정보 조각을 식별한다.

## 응용 분야

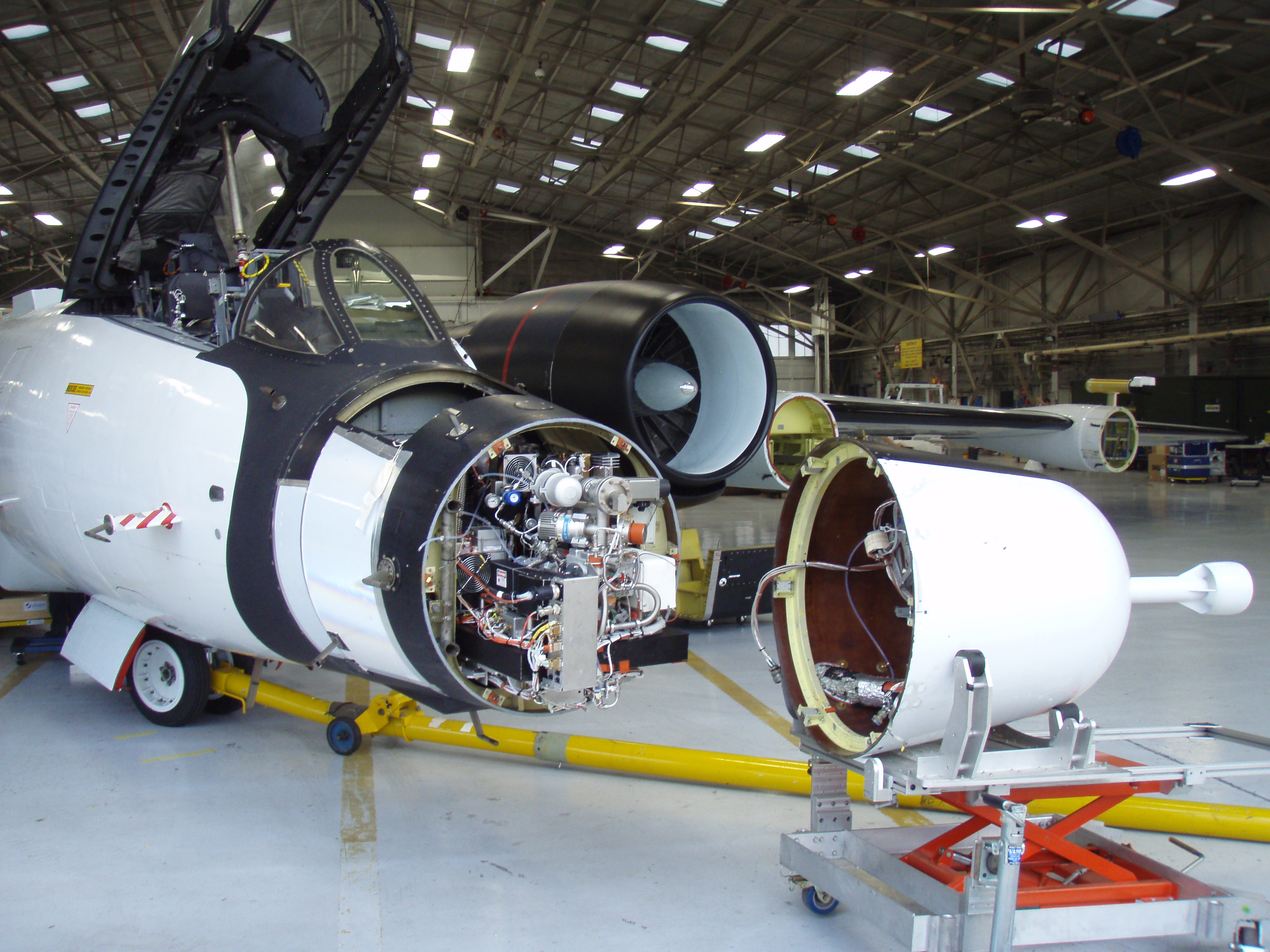
NOAA NASA WB-57 고고도 연구 항공기에 탑재된 레이저 질량 분석을 통한 입자 분석 에어로졸 질량 분석계

질량 분석법은 정성적 및 정량적 용도로 모두 사용된다. 여기에는 알려지지 않은 화합물 식별, 분자의 원소 동위원소 조성 결정, 그리고 조각화를 관찰하여 화합물의 구조 결정 등이 포함된다. 다른 용도로는 시료 내 화합물 양 정량 또는 기체상 이온 화학의 기초 연구(진공에서 이온과 중성체의 화학) 등이 있다. MS는 이제 다양한 화합물의 물리적, 화학적 또는 생물학적 특성을 연구하는 분석 실험실에서 일반적으로 사용된다. 정량은 상대적(참조 시료에 대해 분석) 또는 절대적(표준 곡선 방법을 사용하여 분석)일 수 있다.
분석 기술로서 다음과 같은 뚜렷한 장점을 가지고 있다. 분석기가 질량-전하 필터로서 배경 간섭을 줄여 다른 대부분의 분석 기술보다 향상된 감도, 알려지지 않은 물질을 식별하거나 의심되는 화합물의 존재를 확인하는 특징적인 조각화 패턴으로부터 우수한 특이성, 분자량에 대한 정보, 원소의 동위원소 존재량에 대한 정보, 시간 분해 화학 데이터.
이 방법의 몇 가지 단점은 종종 광학 및 기하 이성질체와 방향족 고리에서 치환체의 o-, m-, p- 위치를 구별하지 못한다는 것이다. 또한 유사한 조각 이온을 생성하는 탄화수소 식별 범위가 제한적이다.

### 동위원소 비율 MS: 동위원소 연대 측정 및 추적

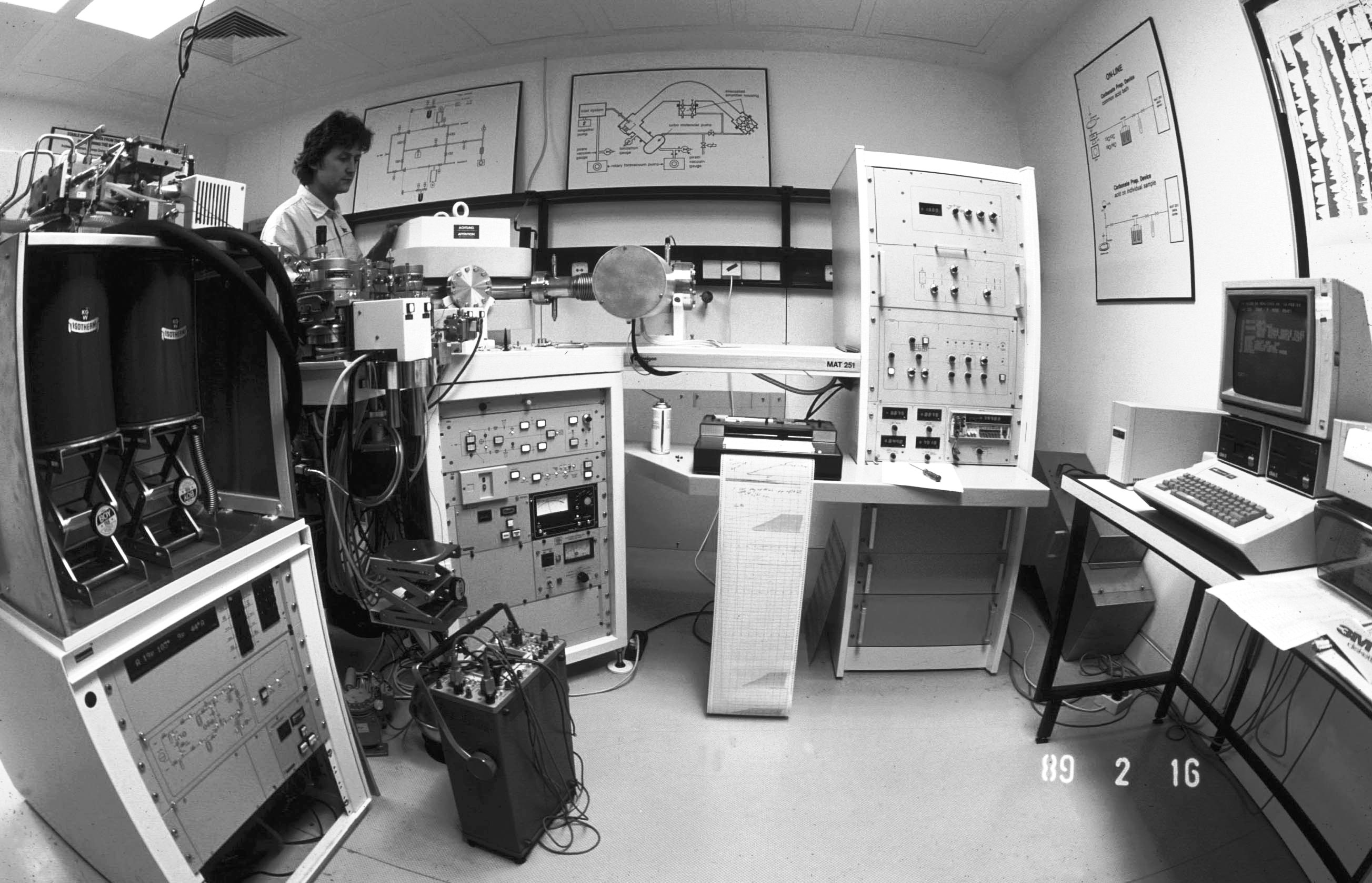
생체 탄산염에서 ^{16}O/^{18}O 및 ^{12}C/^{13}C 동위원소 비율을 결정하는 질량 분석계

질량 분석법은 시료 내 원소의 동위원소 조성을 결정하는 데에도 사용된다. 원소 동위원소 간의 질량 차이는 매우 작고, 원소의 존재량이 적은 동위원소는 일반적으로 매우 희귀하므로 매우 민감한 장비가 필요하다. 이러한 장비는 때때로 동위원소 비율 질량 분석계(IR-MS)라고 불리며, 일반적으로 단일 자석을 사용하여 이온화된 입자 빔을 입자 충돌을 전류로 변환하는 일련의 패러데이 컵으로 구부린다. 물의 중수소 함량에 대한 신속한 온라인 분석은 흐름 후광 질량 분석법, FA-MS를 사용하여 수행할 수 있다. 이 목적에 가장 민감하고 정확한 질량 분석기는 가속기 질량 분석법 (AMS)일 것이다. 이는 최고의 감도를 제공하여 개별 원자를 측정하고 주요 안정 동위원소에 대해 약 1015의 동적 범위로 핵종을 측정할 수 있기 때문이다. 동위원소 비율은 다양한 과정의 중요한 지표이다. 일부 동위원소 비율은 탄소 연대 측정과 같이 물질의 연대를 결정하는 데 사용된다. 안정 동위원소 표지는 단백질 정량에도 사용된다. (아래 단백질 특성 분석 참조)

#### 막 도입 질량 분석법: 용액 내 기체 측정
막 도입 질량 분석법은 동위원소 비율 MS와 기체 투과성 막으로 분리된 반응 챔버/셀을 결합한다. 이 방법을 통해 용액에서 발생하는 기체를 연구할 수 있다. 이 방법은 광계 II에 의한 산소 생성 연구에 광범위하게 사용되었다.

### 미량 기체 분석
전용 이온 소스에서 생성된 이온을 유동관 또는 드리프트관에 주입하는 여러 기술이 사용된다. 선택 이온 유동관 (SIFT-MS) 및 양성자 이동 반응 질량 분석법 (PTR-MS)은 공기, 호흡 또는 액체 상부 공간의 미량 기체 분석 전용 화학 이온화 변형체이며, 잘 정의된 반응 시간을 사용하여 내부 표준 또는 교정 없이 알려진 반응 속도론으로부터 분석물 농도를 계산할 수 있다.
미량 기체 분석 분야에 응용되는 또 다른 기술은 2차 전기분무 이온화 (SESI-MS)이며, 이는 전기분무 이온화의 한 변형이다. SESI는 중성 증기와 상호 작용하는 순수한 산성화 용매의 전기분무 플룸으로 구성된다.  증기 분자는 전기분무에서 형성된 이온으로부터 분자로 전하가 전달될 때 대기압에서 이온화된다. 이 접근 방식의 장점 중 하나는 대부분의 ESI-MS 시스템과 호환된다는 것이다.

### 원자 탐침
원자 탐침은 비행 시간 질량 분석법과 전계 증발 현미경을 결합하여 개별 원자의 위치를 매핑하는 기기이다.

### 약동학
약동학은 복잡한 매트릭스(종종 혈액 또는 소변)의 특성과 낮은 용량 및 긴 시간 데이터 포인트를 관찰하기 위한 높은 감도의 필요성 때문에 질량 분석법을 사용하여 자주 연구된다. 이 응용 분야에 사용되는 가장 일반적인 기기는 삼중 사중극자 질량 분석계를 사용하는 LC-MS이다. 추가 특이성을 위해 일반적으로 탠덤 질량 분석법이 사용된다. 표준 곡선과 내부 표준은 시료에서 단일 의약품을 정량화하는 데 사용된다. 시료는 의약품이 투여된 후 대사되거나 체외로 배설되는 다양한 시간 포인트를 나타낸다. 투여 전 채취된 공백 또는 t=0 시료는 배경을 결정하고 이러한 복잡한 시료 매트릭스에서 데이터 무결성을 보장하는 데 중요하다. 표준 곡선의 선형성에 많은 주의를 기울이지만, 대부분의 질량 분석계의 반응이 넓은 농도 범위에서 선형성이 떨어지므로 이차 방정식과 같은 더 복잡한 함수를 사용하는 곡선 피팅을 사용하는 것이 드문 일은 아니다.
현재 동물 실험의 유망한 대안으로 여겨지는 마이크로도징 연구를 위한 초고감도 질량 분석법 사용에 상당한 관심이 집중되고 있다.
최근 연구에 따르면 2차 전기분무 이온화 (SESI)는 호흡 분석을 통해 약물 동태학을 모니터링하는 강력한 기술이다. 호흡은 자연적으로 생성되므로 여러 데이터 포인트를 쉽게 수집할 수 있다. 이를 통해 수집된 데이터 포인트 수를 크게 늘릴 수 있다. 동물 연구에서 이 SESI 접근 방식은 동물 희생을 줄일 수 있다. 인간의 경우 SESI-MS 비침습 호흡 분석은 개인 수준에서 약물 동태학 연구에 도움이 될 수 있다.

### 단백질 특성 분석
질량 분석법은 단백질의 특성 분석 및 단백질 서열 결정에 중요한 방법이다. 전체 단백질 이온화를 위한 두 가지 주요 방법은 전기분무 이온화 (ESI) 및 매트릭스 보조 레이저 탈착 이온화 (MALDI)이다. 사용 가능한 질량 분석계의 성능과 질량 범위에 따라 단백질 특성 분석에 두 가지 접근 방식이 사용된다. 첫 번째는 위에 설명된 두 가지 기술 중 하나로 온전한 단백질을 이온화한 후 질량 분석기에 도입하는 것이다. 이 접근 방식은 단백질 분석의 "톱다운" 전략이라고 한다. 그러나 톱다운 접근 방식은 주로 저처리 단일 단백질 연구에 제한적이다. 두 번째는 트립신 또는 펩신과 같은 단백질분해효소를 사용하여 단백질을 더 작은 펩타이드로 효소적으로 분해하는 것이다. 분해는 용액 또는 겔 내에서 전기영동 분리 후 수행된다. 다른 단백질분해제도 사용된다. 펩타이드 생성물 모음은 질량 분석기에 도입하기 전에 종종 크로마토그래피로 분리된다. 단백질 식별에 특징적인 펩타이드 패턴이 사용되는 경우 방법은 펩타이드 질량 지문법 (PMF)이라고 하며, 식별이 탠덤 MS 분석에서 결정된 서열 데이터를 사용하여 수행되는 경우 신규 펩타이드 서열 결정법이라고 한다. 이러한 단백질 분석 절차는 "바텀업" 접근 방식이라고도 하며, 인산화와 같은 단백질의 번역 후 변형 분포 및 위치 분석에도 사용되었다. 세 번째 접근 방식도 사용되기 시작했으며, 이 중간 "미들다운" 접근 방식은 일반적인 트립신 펩타이드보다 큰 단백질분해 펩타이드 분석을 포함한다.

### 우주 탐사

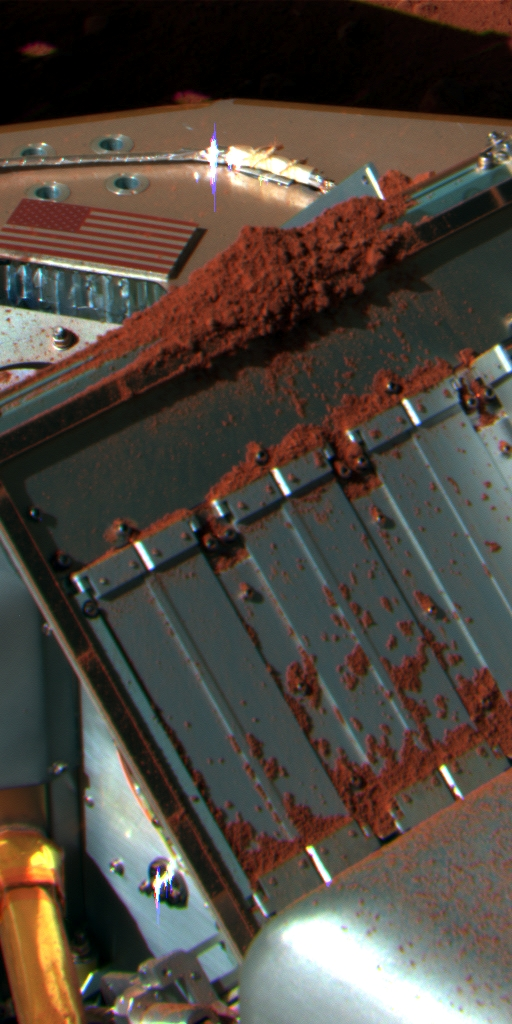
NASA의 피닉스 화성 착륙선이 열 및 방출 가스 분석기 질량 분석계로 "로지 레드" 트렌치의 토양 샘플을 분석하는 모습

분석의 표준 방법으로서 질량 분석기는 다른 행성 및 위성에 도달했다. 두 대가 바이킹 계획에 의해 화성으로 보내졌다. 2005년 초 카시니-하위헌스 호 임무는 특수 GC-MS 장비를 하위헌스 프로브에 탑재하여 토성의 가장 큰 위성인 타이탄의 대기를 통과했다. 이 장비는 하강 궤적을 따라 대기 샘플을 분석했으며, 프로브가 착륙한 후 타이탄의 얼어붙은 탄화수소로 덮인 표면 샘플을 기화하고 분석할 수 있었다. 이러한 측정치는 각 입자의 동위원소 존재량을 지구의 자연 존재량과 비교한다. 카시니-하위헌스 우주선에는 타이탄 대기 조성과 엔셀라두스 플룸 조성을 측정한 이온 및 중성 질량 분석기도 탑재되어 있었다. 열 및 방출 가스 분석기 질량 분석기는 2007년에 발사된 화성 피닉스 착륙선에 탑재되었다.
질량 분석기는 플라스마 조성을 측정하기 위해 우주 임무에서도 널리 사용된다. 예를 들어, 카시니 우주선은 토성 자기권 내 이온 질량을 측정한 카시니 플라스마 분석기 (CAPS)를 탑재했다.

### 호흡 가스 모니터
질량 분석기는 1975년경부터 세기 말까지 병원에서 호흡 가스 분석에 사용되었다. 일부는 여전히 사용되고 있을 수 있지만 현재는 생산되지 않는다.
주로 수술실에서 볼 수 있었던 이들은 복잡한 시스템의 일부였으며, 마취를 받고 있는 환자의 호흡 가스 샘플이 최대 32개의 방을 질량 분석기에 순차적으로 연결하도록 설계된 밸브 메커니즘을 통해 기기로 흡입되었다. 컴퓨터가 시스템의 모든 작동을 지시했다. 질량 분석기에서 수집된 데이터는 마취의가 사용할 수 있도록 각 방으로 전달되었다.
이 자기 부문 질량 분석기의 고유한 특징은 샘플에 있을 것으로 예상되는 모든 이온 종을 수집하기 위해 각각 목적에 맞게 배치된 검출기 평면이 기기가 환자가 호흡한 모든 가스를 동시에 보고할 수 있도록 했다는 점일 수 있다. 질량 범위가 120 u를 약간 초과하는 것으로 제한되었지만, 일부 더 무거운 분자의 조각화는 더 높은 검출 한계의 필요성을 부정했다.

### 정제 질량 분석법
질량 분석법의 주요 기능은 이온의 질량-전하 비율에 따른 검출 및 정량을 기반으로 하는 화학 분석 도구이다. 그러나 질량 분석법은 재료 합성에도 유망한 것으로 나타났다. 이온 연착륙은 입사종의 조각화를 방지하는 낮은 운동 에너지로 표면에 손상되지 않은 종을 증착하는 것으로 특징지어진다. 연착륙 기술은 1977년 납 표면에 저에너지 황 함유 이온의 반응에 대해 처음 보고되었다.

## 참고 도서
- Tureček, František; McLafferty, Fred W. (1993). 《Interpretation of mass spectra》. Sausalito, Calif: University Science Books. ISBN 978-0-935702-25-5.
- de Hoffman, Edmond; Stroobant, Vincent (2001). 《Mass Spectrometry: Principles and Applications》 2판. John Wiley and Sons. ISBN 978-0-471-48566-7.
- Downard, Kevin (2004). 《Mass Spectrometry – A Foundation Course》. Cambridge UK: Royal Society of Chemistry. ISBN 978-0-85404-609-6.
- Siuzdak, Gary (1996). 《Mass spectrometry for biotechnology》. Boston: Academic Press. ISBN 978-0-12-647471-8.
- Dass, Chhabil (2001). 《Principles and practice of biological mass spectrometry》. New York: John Wiley. ISBN 978-0-471-33053-0.
- Muzikar P,  외. (2003). “Accelerator Mass Spectrometry in Geologic Research”. 《Geological Society of America Bulletin》 115: 643–654. Bibcode:2003GSAB..115..643M. doi:10.1130/0016-7606(2003)115<0643:AMSIGR>2.0.CO;2. ISSN 0016-7606. S2CID 55076131.
- Maher S, Jjunju FP, Taylor S (2015). “100 years of mass spectrometry: Perspectives and future trends”. 《Rev. Mod. Phys.》 87 (1): 113–135. Bibcode:2015RvMP...87..113M. doi:10.1103/RevModPhys.87.113.
- Sobott, Frank (2014). 《Biological Mass Spectrometry》. Boca Raton: Crc Pr I Llc. ISBN 978-1-4398-9527-6.
- Sparkman, O. David (2006). 《Mass Spectrometry Desk Reference》. Pittsburgh: Global View Pub. ISBN 978-0-9660813-9-8.
- Watson, J. Throck; Sparkman, O. David (2007). 《Introduction to Mass Spectrometry: Instrumentatio, Applications, and Strategies for Data Interpretation》 4판. Chichester: Jonh Wiley & Sons. ISBN 978-0-470-51634-8.
- Tuniz C (1998). 《Accelerator mass spectrometry: ultrasensitive analysis for global science》. Boca Raton: CRC Press. ISBN 978-0-8493-4538-8.
- Kandiah M, Urban PL (June 2013). “Advances in ultrasensitive mass spectrometry of organic molecules”. 《Chemical Society Reviews》 42 (12): 5299–322. doi:10.1039/c3cs35389c. PMID 23471277.
- Calmes, Jordan (2011). 《Mass spec : the biography of a scientific instrument》 (MS). Massachusetts Instite of Technology. hdl:1721.1/68473.